# Ombra della sera
Ombra della sera („Večerní stín“) je antická socha, která je dílem neznámého etruského umělce z města Velathri (moderní Volterra) a je datována do 3. století př. n. l. Podle historiků sloužila jako votivní předmět a může být spojena s kultem boha Tageta.
Soška je zhotovena z litého bronzu a je dokladem pokročilé metalurgie v závěrečném období etruské civilizace. Je vysoká 57,5 cm
a znázorňuje nahého mladého muže s disproporčně štíhlým tělem. Výrazně stylizovaná postava kontrastuje s realisticky propracovanými anatomickými detaily hlavy, rukou a genitálií. Na obličeji je zřetelný náznak úsměvu, který podtrhuje éterický dojem. Nezvyklé pojetí sochy nápadně připomíná díla moderního umění. Jejímu stylu se blíží díla Alberta Giacomettiho, který se často inspiroval starověkým uměním. Existují další etruské sochy s podobným vzhledem, např. torzo korunované postavy v muzeu v Perugii. Nigel Spivey vysvětluje protažení postavy snahou přiblížit se nebi, kde sídlí božstva. Piero Airaghi naproti tomu soudí, že soška skutečně znázorňuje stín a větší opotřebení v zadní části dokazuje, že původně měla ležet na zádech.
Poprvé se o soše zmiňuje Antonio Francesco Gori v roce 1737, kdy se nacházela ve florentském Casa Buonarroti. Pak ji získal prelát a historik z Volterry Mario Guarnacci a odkázal ji rodnému městu, kde je uložena v místním muzeu. Název Večerní stín odkazuje na výrazně protáhlou figuru a za jeho autora je považován Gabriele d'Annunzio, i když výraz je poprvé doložen až v bedekru z roku 1954. V roce 2014 potvrdila starověký původ sošky spektroskopická analýza, kterou provedl na Florentské univerzitě tým vedený Salvatorem Sianem. 
Artefakt byl zobrazen v titulcích televizního seriálu Ritratto di donna velata a Valerio Massimo Manfredi kolem něj vystavěl děj detektivního románu Chimaira. Kopie sošky je také udělována jako ocenění na divadelním festivalu ve Volteře.